# Geum pentapetalum
Geum pentapetalum är en rosväxtart som först beskrevs av Carl von Linné, och fick sitt nu gällande namn av Tomitaro Makino. Geum pentapetalum ingår i släktet nejlikrotsläktet, och familjen rosväxter. Inga underarter finns listade i Catalogue of Life.

## Bildgalleri

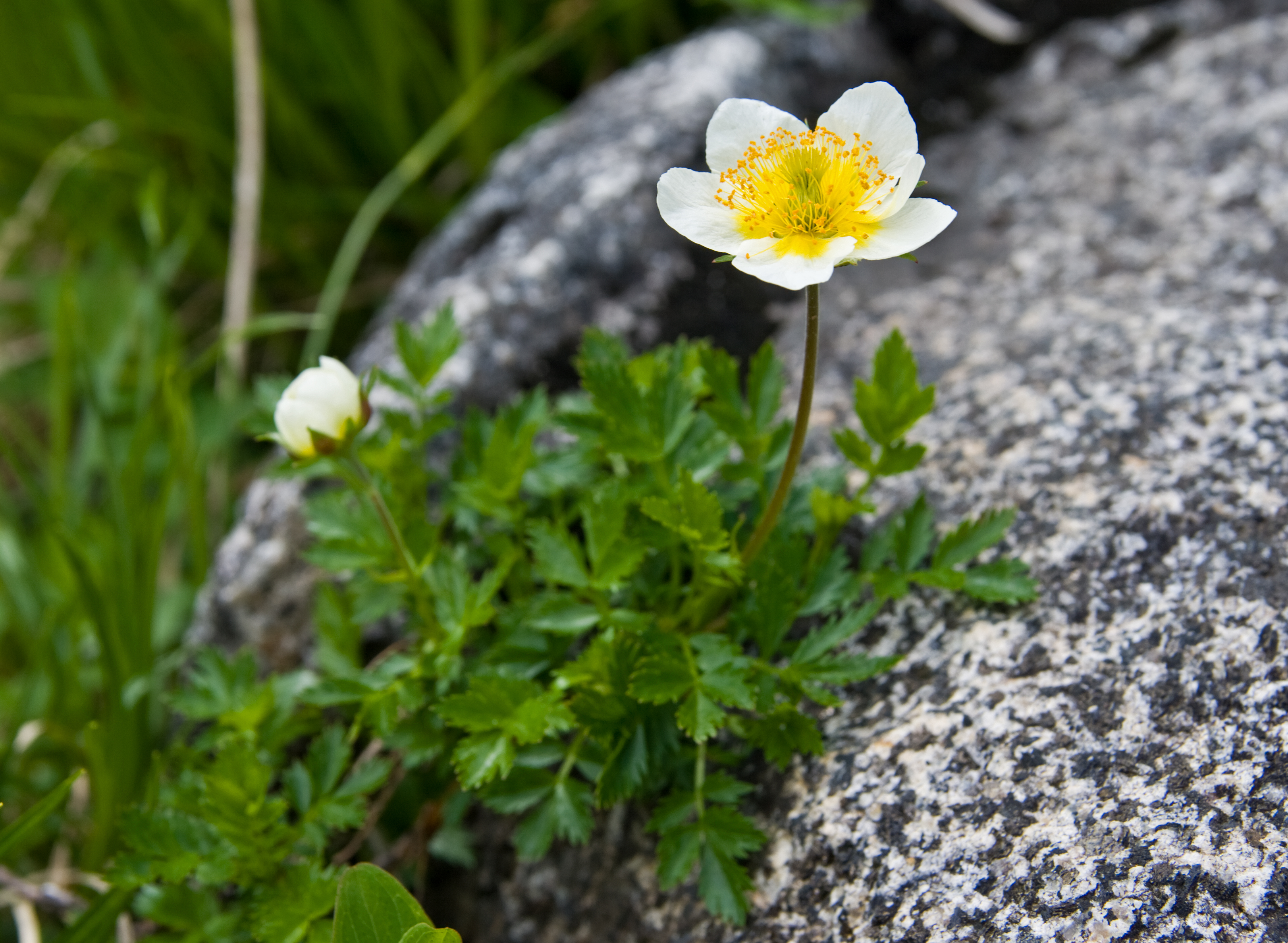
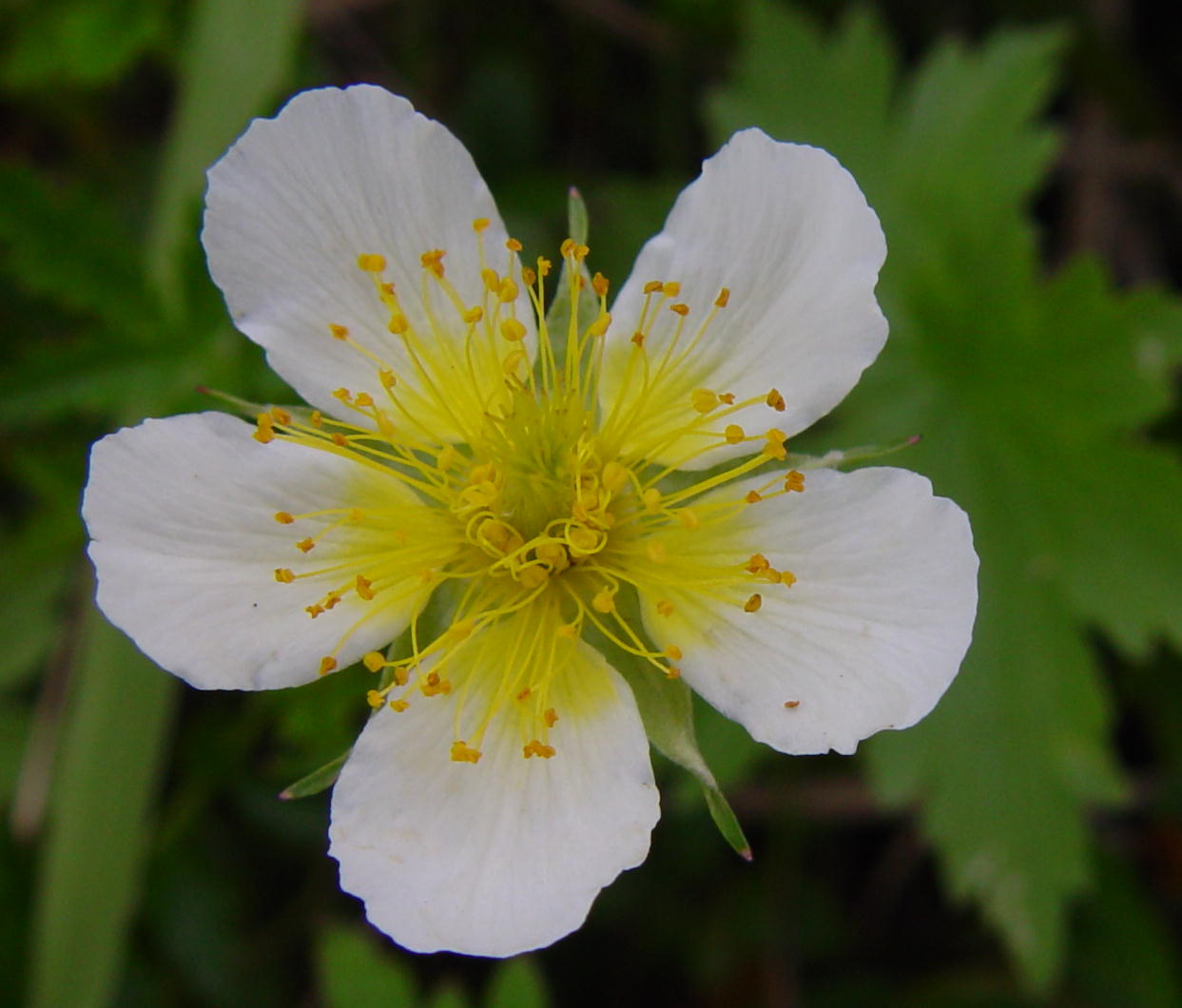
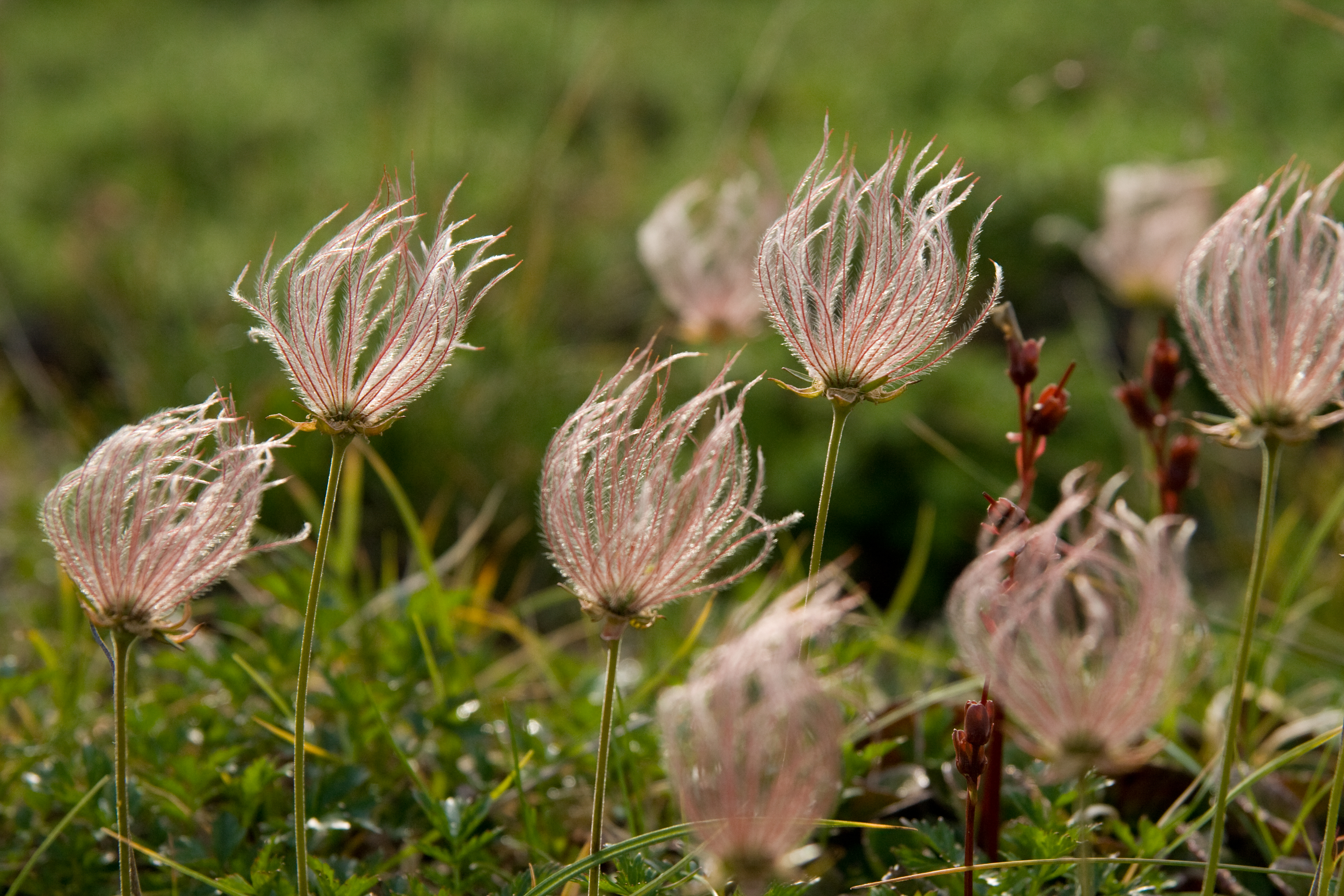
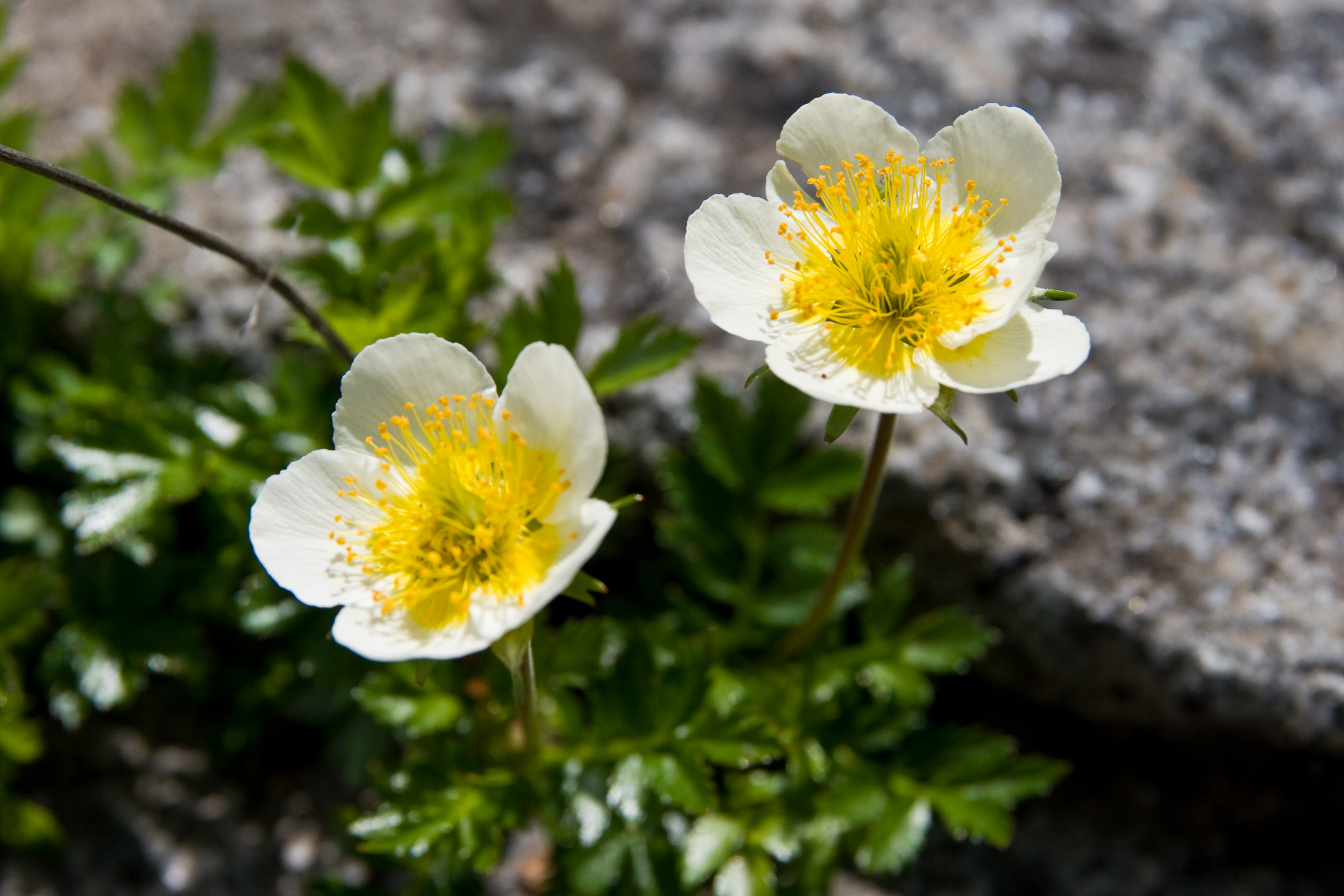
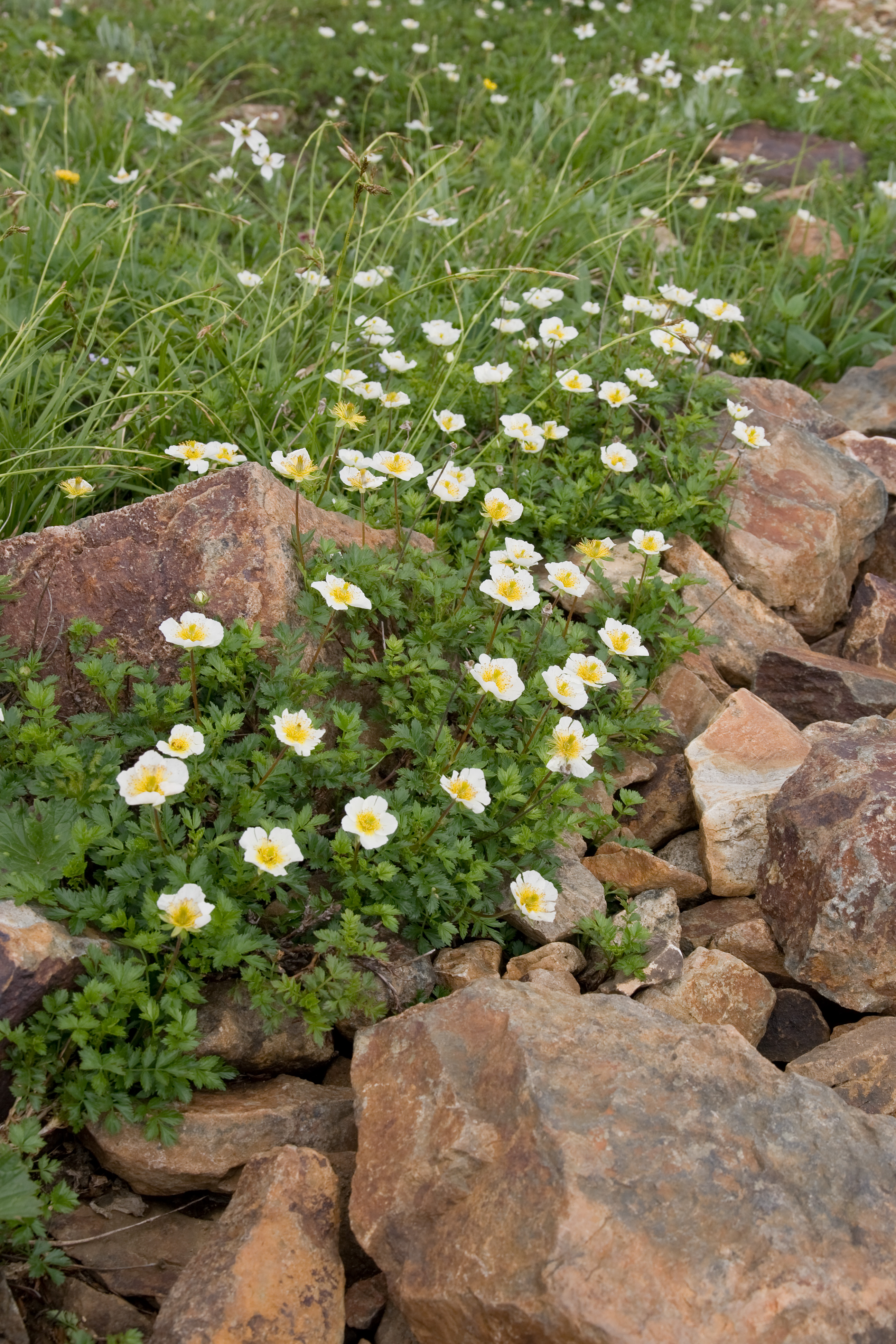
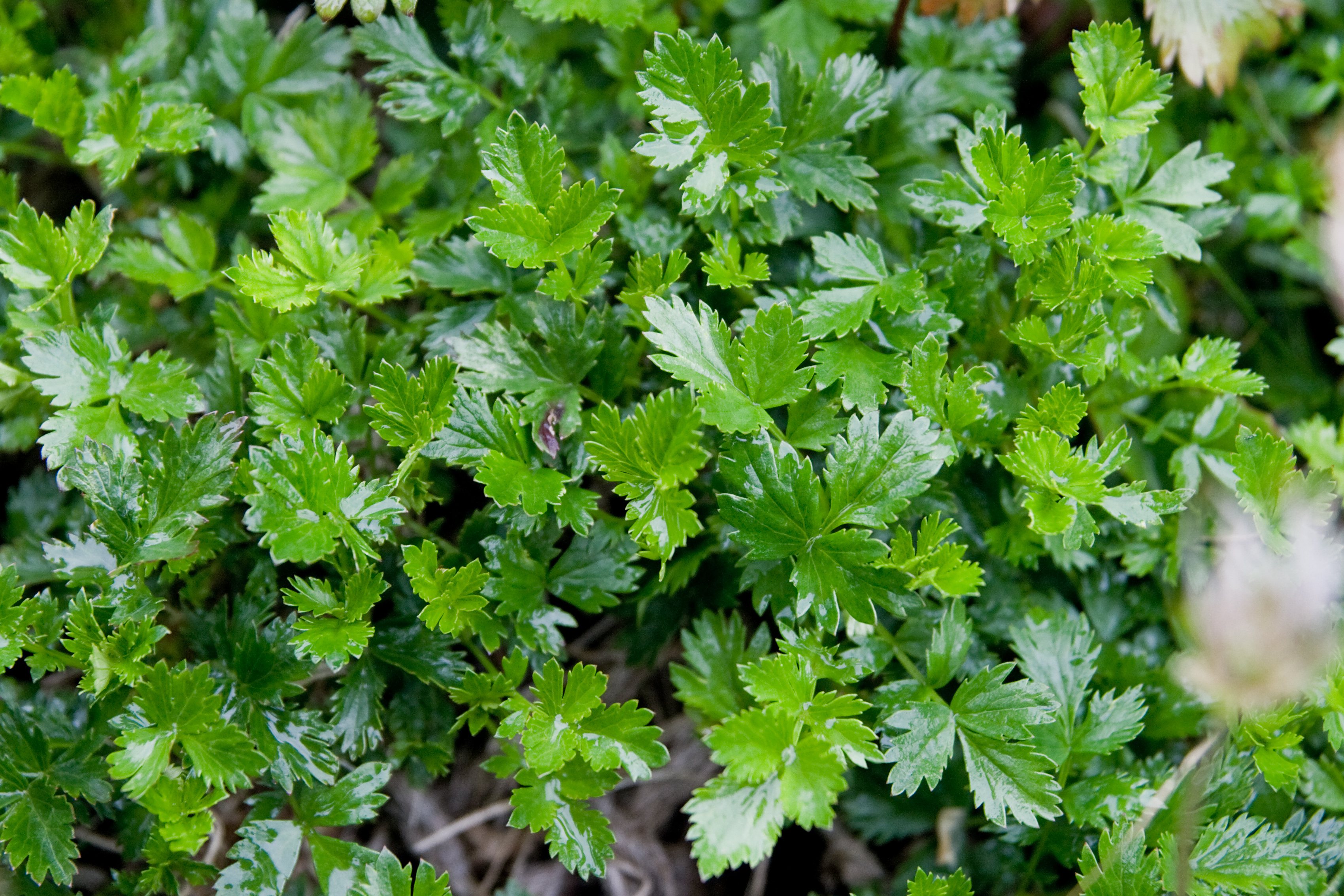